# 旱生植物

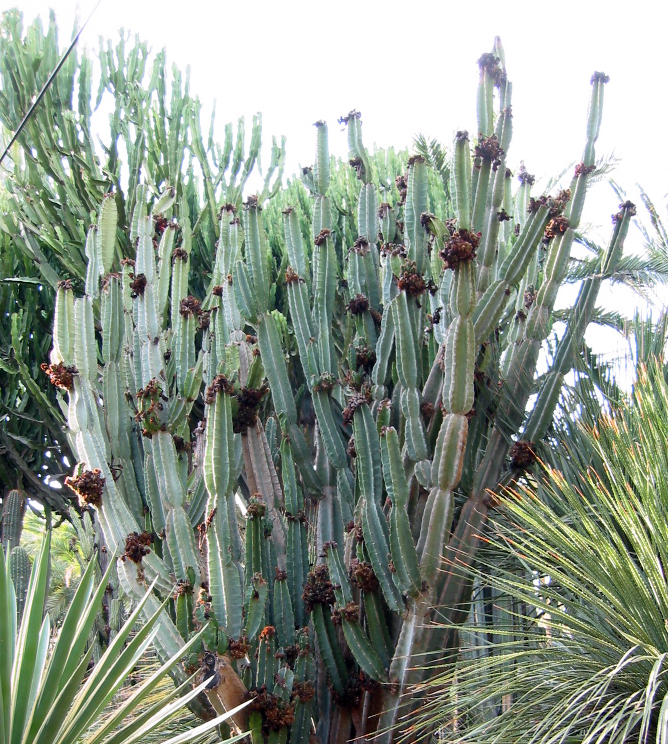
秘鲁蜡样

旱生植物是一种能在液態水稀少的环境中适应生存的植物，如沙漠以及被冰雪覆蓋的阿尔卑斯山或北极地區。比較常見的旱生植物有仙人掌、菠蘿以及一些裸子植物。